# Mysidia lloydi
Mysidia lloydi är en insektsart som beskrevs av Broomfield 1985. Mysidia lloydi ingår i släktet Mysidia och familjen Derbidae. Inga underarter finns listade i Catalogue of Life.